# The Bounty Hunter (1954)
The Bounty Hunter (br Feras Humanas) é um filme norte-americano de 1954, do gênero faroeste, dirigido por Andre DeToth e estrelado por Randolph Scott e Dolores Dorn.
The Bounty Hunter foi filmado em 3D, quase uma moda na época, porém lançado pelo sistema convencional, isto é, em 2D.

## Sinopse
Jim Kipp é o caçador de recompensas do título original, contratado pela Agência Pinkerton para trazer três ladrões de trem às barras da Lei. Kipp chega à cidade de Twin Forks, onde espera que os criminosos, hoje disfarçados de respeitáveis cidadãos, deem um passo em falso, revelem suas identidades e o conduzam ao dinheiro roubado. Em seu caminho duas mulheres: Julie Spencer, filha do médico, e Alice Williams, que parece ter algo a esconder.

## Elenco
| Ator/Atriz        | Personagem       |
| ----------------- | ---------------- |
| Randolph Scott    | Jim Kipp         |
| Dolores Dorn      | Julie Spencer    |
| Marie Windsor     | Alice Williams   |
| Howard Petrie     | Xerife Brand     |
| Harry Antrim      | Doutor Spencer   |
| Robert Keys       | George Williams  |
| Ernest Borgnine   | Bill Rachin      |
| Dub Taylor        | Eli Danvers      |
| Tyler MacDuff     | Vance Edwards    |
| Archie Twitchell  | Harrison         |
| Paul Picerni      | Jud              |
| Phil Chambers     | Ed               |
| Mary Lou Holloway | Senhora Harrison |